# Ráma királyság

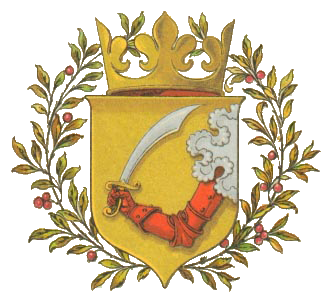
Ráma, illetve Bosznia címere. A magyar címer utolsó eleme Bosznia jelképe, a vörös mezőben kardot tartó kar már a 20. században kerül a pajzsra. E területet eredetileg a nyitott leveles korona szimbolizálta, később alakult át Ráma címere Bosznia jelképévé.

Ráma királyság mint állam nem létezett. Ráma területét a latin nyelvű magyar források Bosznia szinonimájaként használták. A közép–európai nagyhatalomnak számító Magyar Királyság a 12. századtól jelent meg Bosznia területén és kisebb nagyobb megszakításokkal és intenzitással a 16. század elejéig uralma alatt tartotta Bosznia egy részét. Ráma királyi címét – ami Bosznia elkülönített része volt –, a magyar uralkodók egészen 1918. november 13-ig, az eckartsaui nyilatkozat megtételéig[forrás?] viselték. Ráma a Bosznia délkeleti csücskében található terület neve volt. Ráma egy folyócska Bosznia és Hercegovina határán.

## Története
Könyves Kálmán magyar király a spalatói egyház javára 1103-ban kiadott oklevelében Ráma királyának is nevezte magát. II. István magyar király címei közül hiányzik, azonban II. (Vak) Béla uralkodásától kezdődően ez a cím állandósult. Tudományosan nincs még tisztázva, hogy miért vette föl II. Béla magyar király ennek a völgynek a királyi címét és 1138-ban Ráma néven miért sorolta a magyar király területei közé Boszniát. 1138-ban egyik fiát „Bosznia hercegévé” nevezte ki, ő maga pedig felvette a „Ráma királya” címet. Ez a cím kifejezte a Bosznia feletti hűbéruraságot, amely szerint „Ráma” a magyar korona egyik országa, lakosai magyar alattvalók, tehát nem ellenségnek, hanem „lázadóknak” minősülnek, ha a magyar király akaratának ellenszegülni merészelnek. Ez az ideológia bármikor indokot szolgáltathatott egy fegyveres boszniai beavatkozásra. Sem akkor, sem később nem volt Ráma nevű ország.
III. Béla halála után Imre lett Magyarország királya, akire 1197-ben a hatalomból kimaradt testvére, András herceg rátámadt a szlavóniai Macsek városánál, és a hatalom megosztását követelte Imrétől. Imre így átengedte testvérének a dalmát-horvát hercegi címet. 1198. március 31-én a támadó szerbeket visszaverte András, és ellentámadásba ment át. Elfoglalta Ráma és Hum vidékét, és felvette a Hum és Ráma hercege címet is.
Az Árpád-kor végére vált teljessé a magyar királyi cím: "Dei gratia Hungarie, Dalmatie, Croatie, Rame, Servie, Galicie, Lodomerie, Cumanie, Bulgarique", vagyis "Isten kegyelméből Magyarország, Dalmácia, Horvátország, Ráma (Bosznia), Szerbia, Galícia, Lodoméria, Kunország és Bulgária királya"
A magyar uralkodók egészen IV. Károlyig viselték a Ráma királya címet, amin a gyakorlatban Boszniát értették.

## Lásd még
- Boszniai heraldika
- A középkori Magyar Királyság története